# Голубево (станция, Калининградская область)
Голубево — упразднённая железнодорожная станция (тип населённого пункта) в Гурьевском городском округе Калининградской области. Входила в состав Новомосковского сельского поселения. В 2000-е годы населённый пункт включен в состав поселка Голубево.

## География
Располагается в 10 км к юго-западу от города Калининград, у одноимённой железнодорожной станции на линии Калининград — Мамоново (польская граница) Калининградской железной дороги.

## Население
По данным переписи 2002 года на станции проживал 71 человек, 70 % из которых составляли русские.
Население станции на 1 января 2011 года составляло 59 человек (27 мужчин, 32 женщин).